# Wisła Królewiecka
Wisła Królewiecka – ramię ujściowe Szkarpawy o długości 11,5 km. Do Zalewu Wiślanego uchodzi w pobliżu Kobylej Kępy. Podróżowały po niej jednostki płynące do Królewca. 

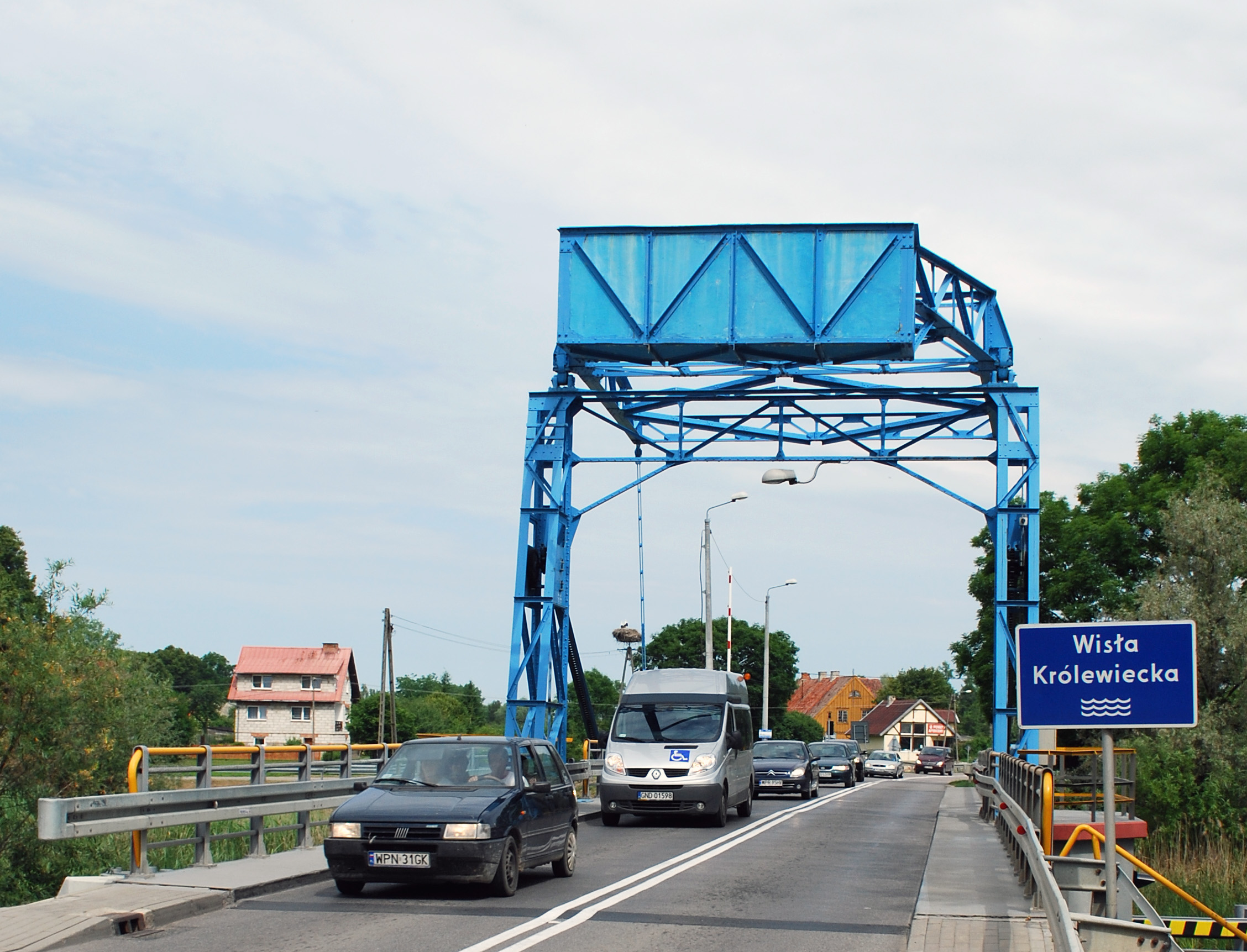
Most na Wiśle Królewieckiej w pobliżu Rybiny

Do lat siedemdziesiątych ważna droga wodna, później zdegradowana do roli kanału melioracyjnego. W latach 2006–2007 przeprowadzono prace pogłębiarskie, podniesiono do wysokości 15–16 metrów linie wysokiego napięcia oraz naprawiono i uruchomiono mosty zwodzone w Sztutowie i Rybinie, które są otwierane dla jachtów. W 2009 roku w Sztutowie powstała marina Baltica – pierwsza na rzece przystań z infrastrukturą dla żeglarzy. 